# Markersbach
Markersbach, in der lokalen Mundart „Miebe“ genannt, ist eine Ortschaft der Gemeinde Raschau-Markersbach an der Großen Mittweida im sächsischen Erzgebirgskreis.

## Geographie
Markersbach liegt im Westerzgebirge am Bach Große Mittweida und den Erhebungen Hundsmarterrücken, auf dem sich das Oberbecken des Pumpspeicherwerks Markersbach befindet, Emmler und Schafberg.

### Gemeindegliederung
Die Ortschaft Markersbach der Gemeinde Raschau-Markersbach besteht aus den Ortsteilen:
- Markersbach, bestehend aus den Ortslagen
  - Markersbach
  - Mittweida mit Obermittweida und
  - Unterscheibe

## Geschichte

Markersbach um 1535

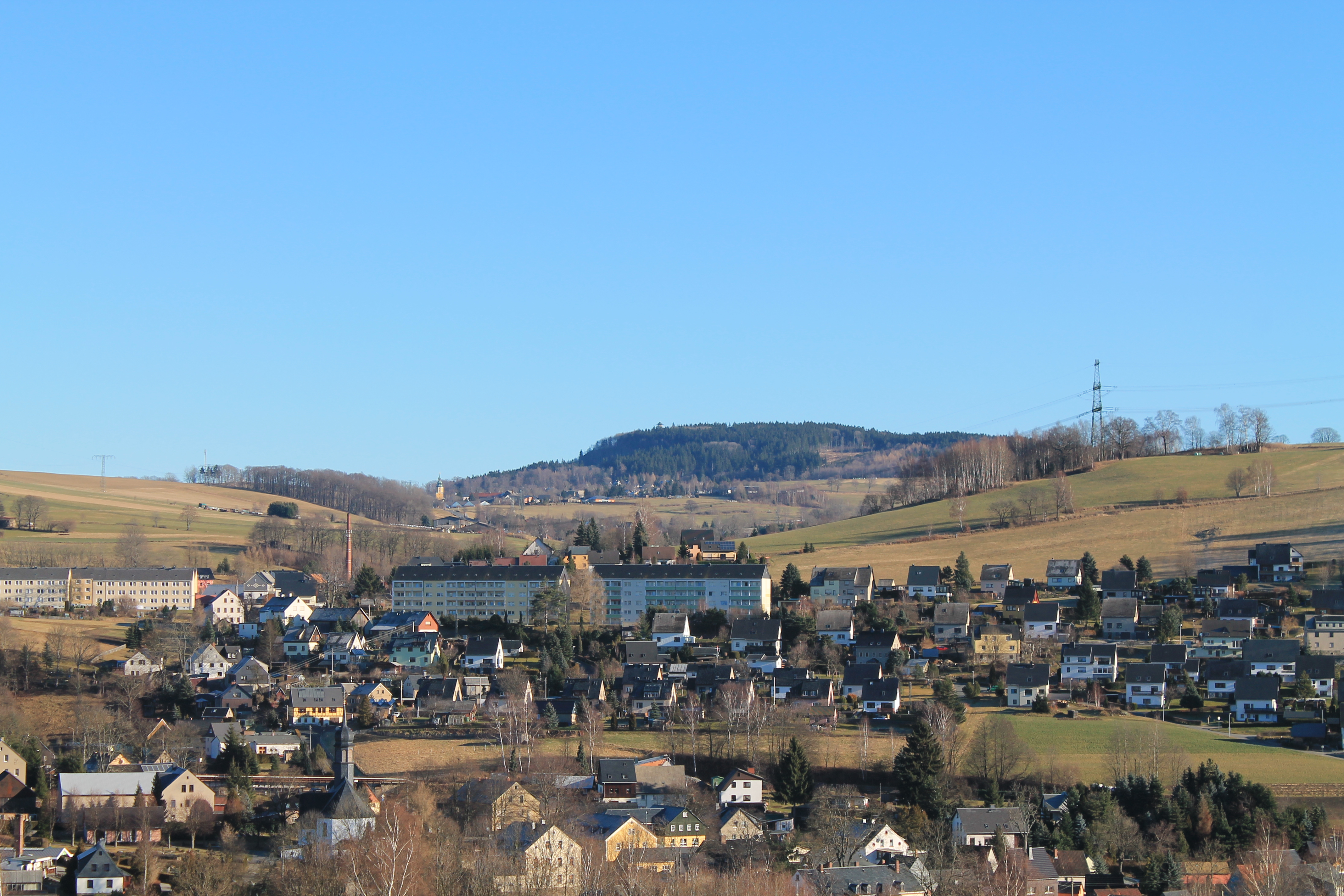
Blick auf Markersbach und den Scheibenberg

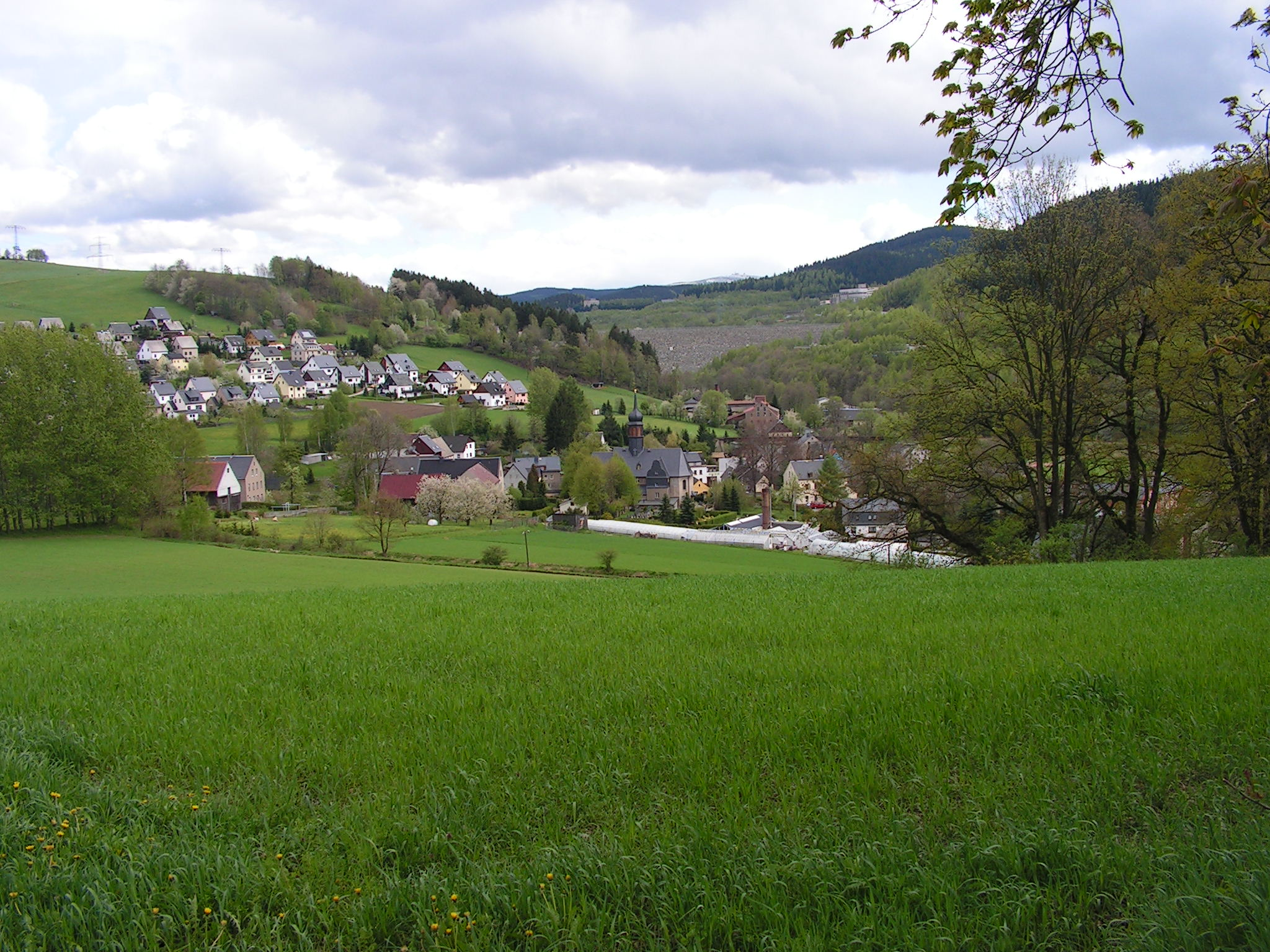
Blick über den Ortskern von Markersbach mit der St.-Barbara-Kirche zur Staumauer des Pumpspeicherwerks

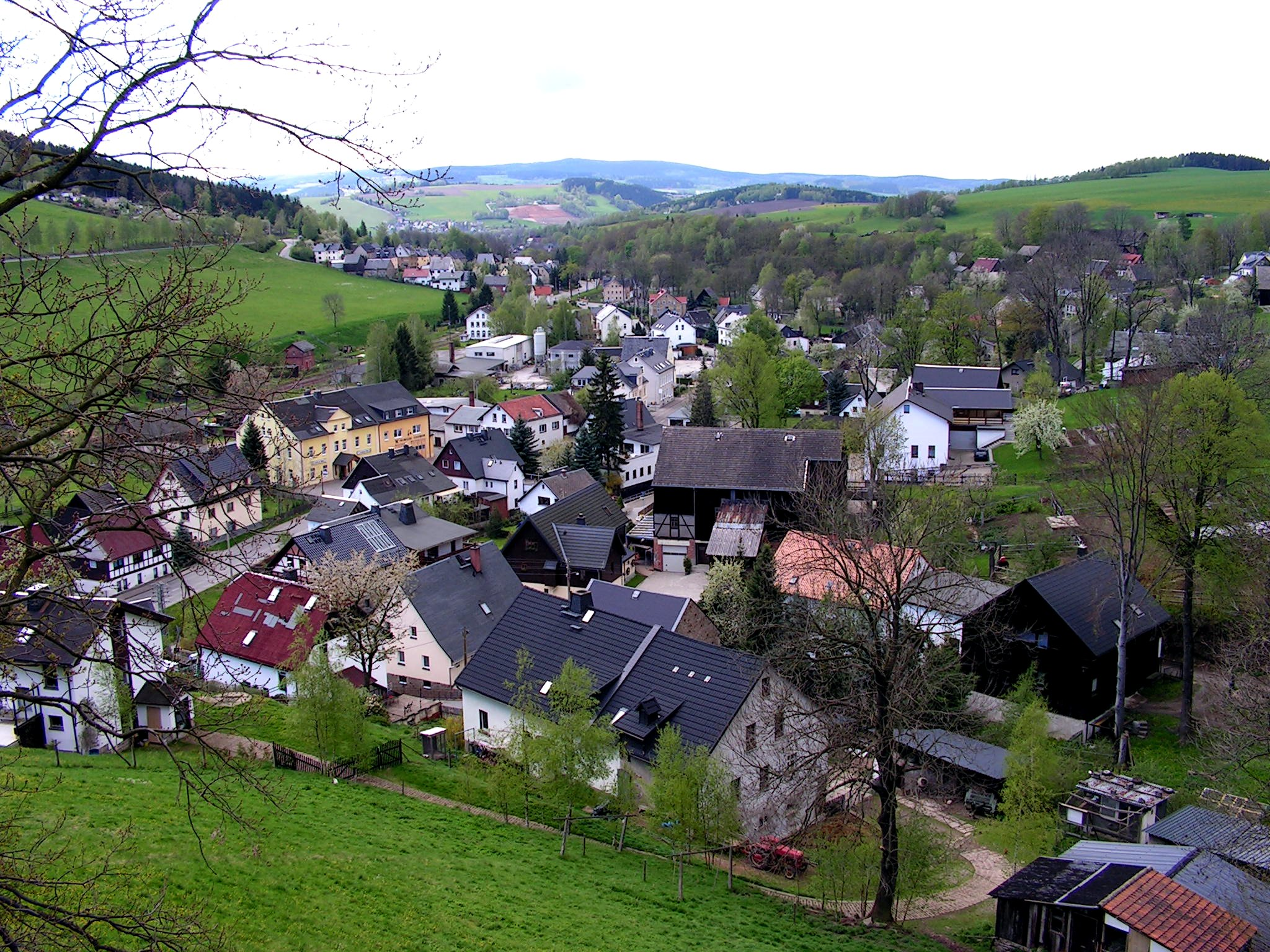
Blick auf den Ortsteil Mittweida

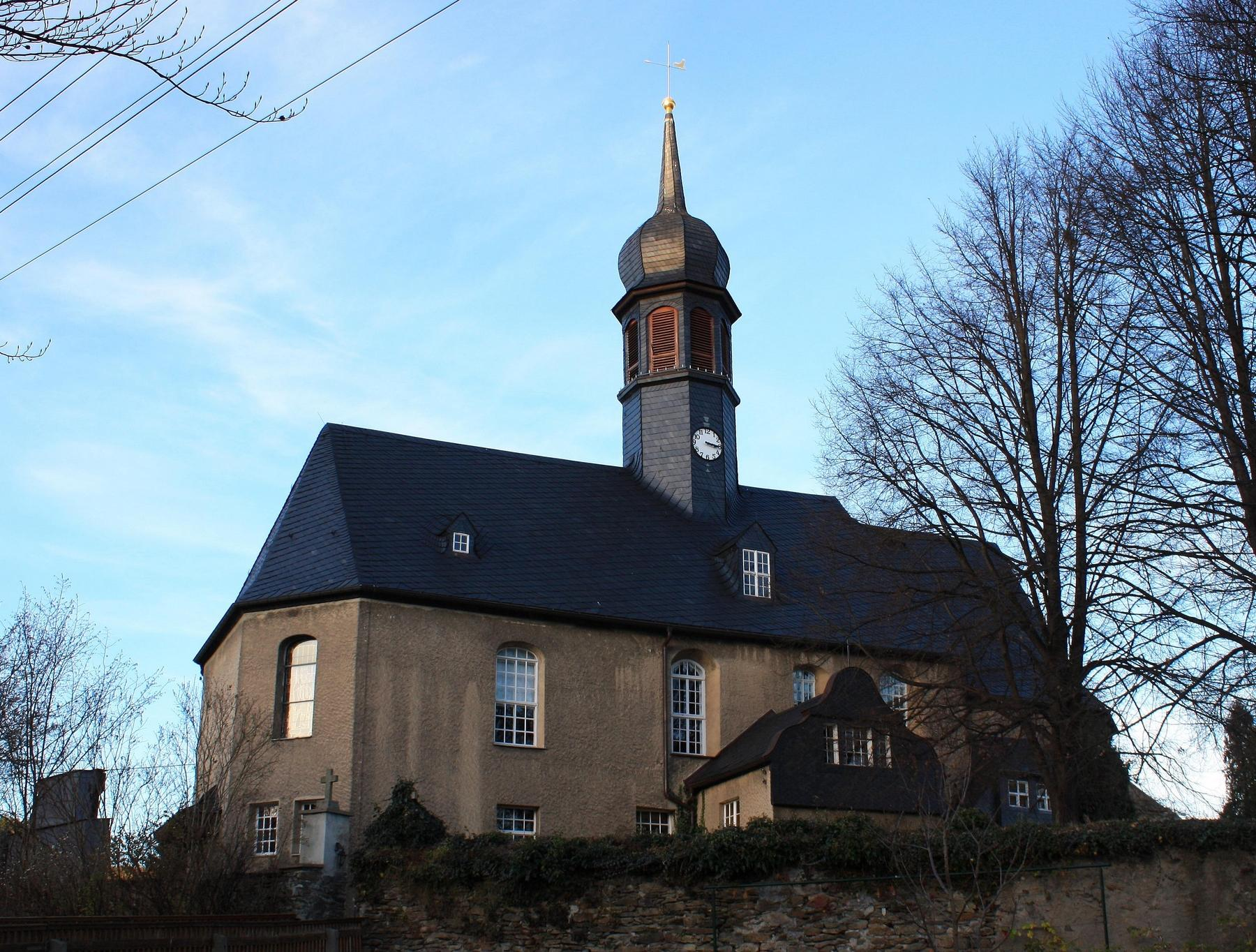
St.-Barbara-Kirche

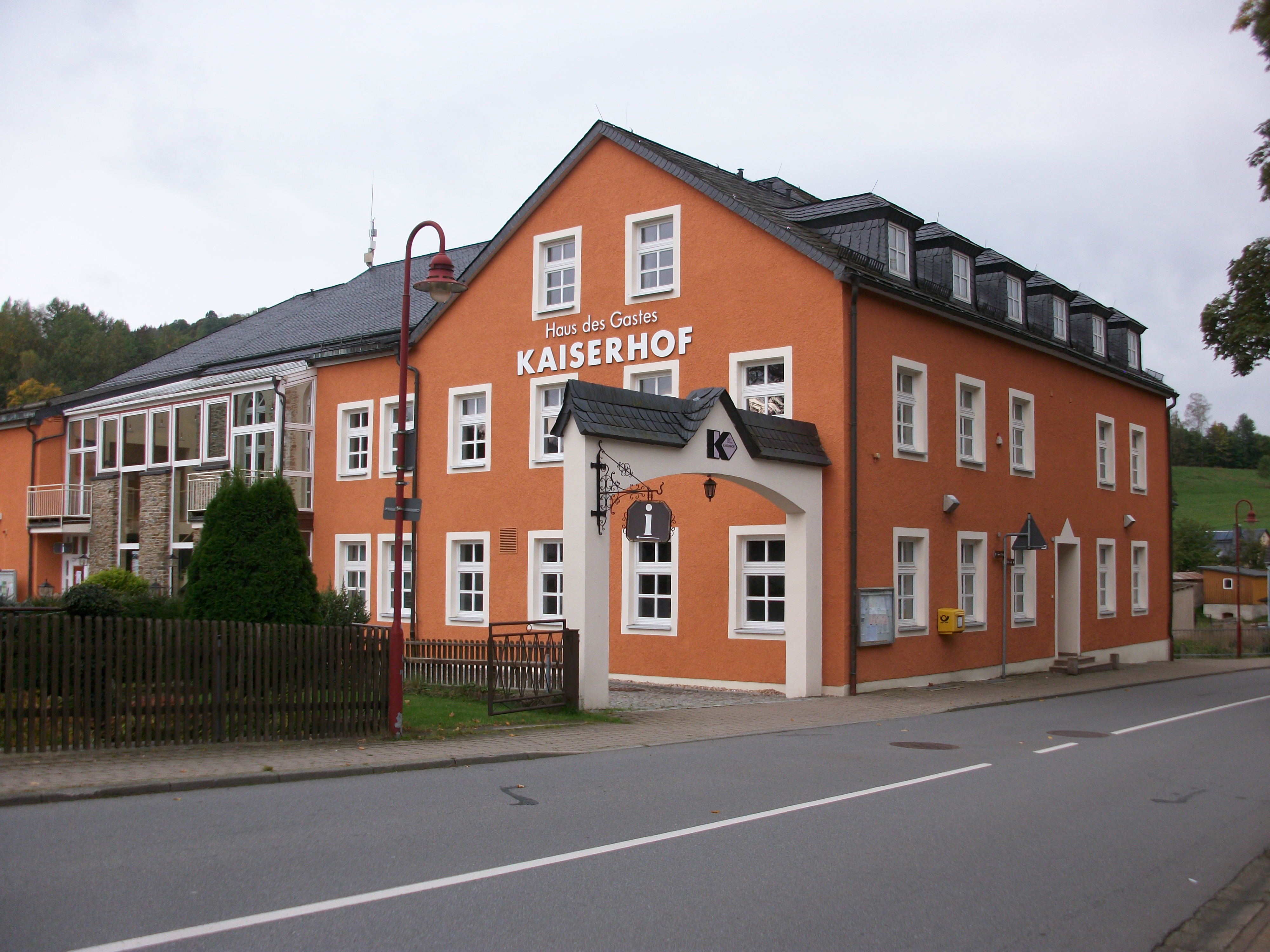
Haus des Gastes Kaiserhof Markersbach

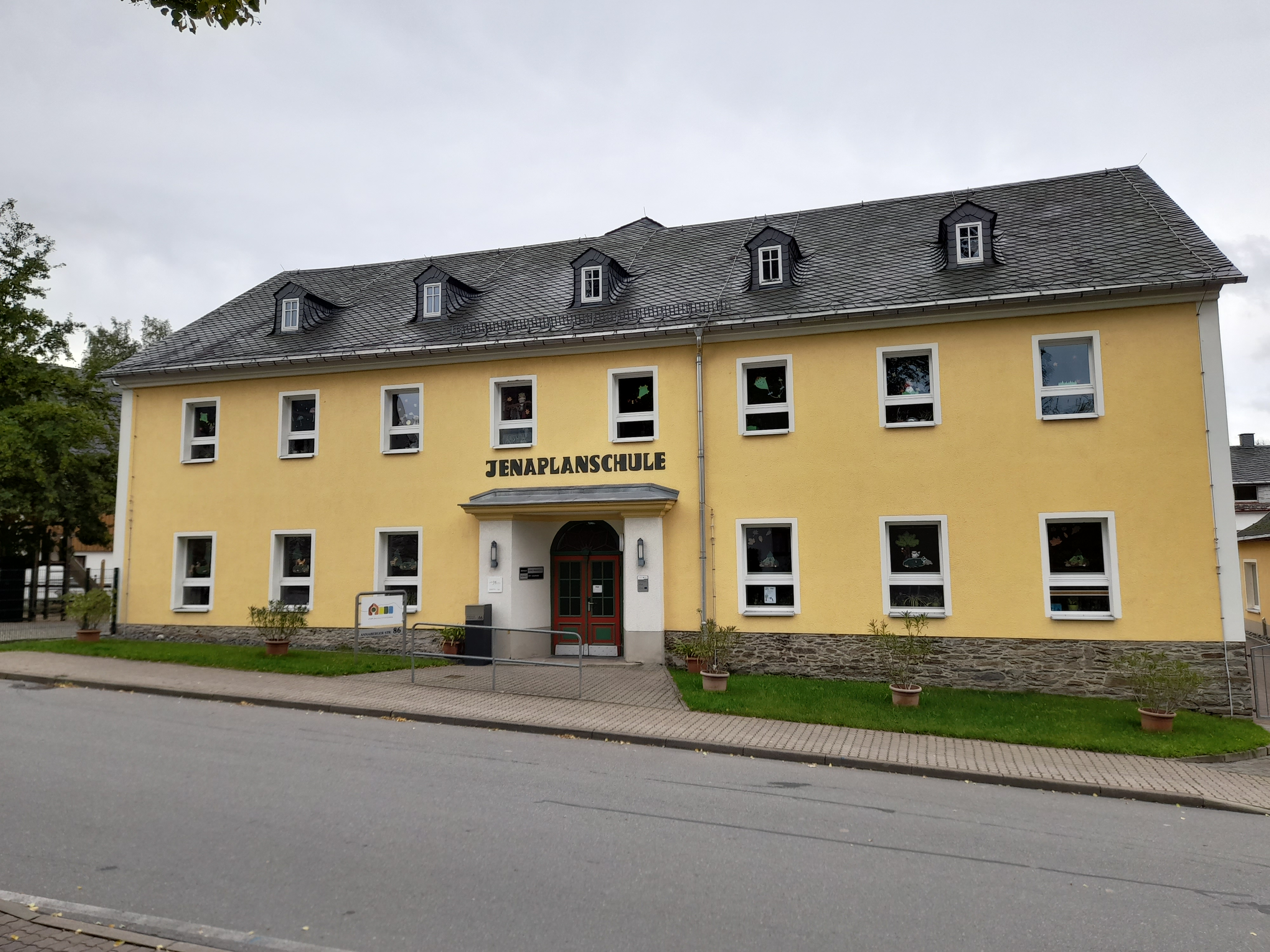
Jenaplanschule Markersbach, Haus I

Das Waldhufendorf entstand zu Beginn des 13. Jahrhunderts und wurde 1240 als Marckquartisdorff und 1555 als Margerßbach bezeichnet. Es gehörte zunächst zum Besitz des Grünhainer Zisterzienserklosters und wurde nach dessen Säkularisation durch dessen Rechtsnachfolger, das Amt Grünhain, verwaltet. Das eigentliche Dorf Markersbach besteht nur aus 3 1/2 Hufen und etlichen Häuslerstellen. Mindestens seit dem 16. Jahrhundert wird es zusammen mit dem angrenzenden größeren Dorf Unterscheibe – in alten Unterlagen meist allein unter der Bezeichnung Unterscheibe – verwaltet. Zur Rechtsprechung wurden Richter und Gerichtsschöppen für beide Dörfer gemeinsam eingesetzt.
Den Dorfbach (als rechter Zufluss zur Großen Mittweida) bezeichnete man teils als Markersbach, teils als Scheibenbach. Neuerdings hat sich offiziell der Name Abrahamsbach durchgesetzt, der sich von dem Quellgebiet im Bereich der früheren bedeutsamen Eisensteingrube Vater Abraham in Oberscheibe ableitet; wohingegen der Volksmund weiterhin vom Scheibner Bachel spricht.
Für die Deutung des Namens Markersbach werden zwei Varianten in Betracht gezogen. Das Dorf wurde einerseits möglicherweise nach einem Lokator Markquart, der das Dorf anlegen ließ, benannt. Andererseits ist es möglich, dass sich der Name von der Bezeichnung Markwart für einen Grenzposten ableitet (als Mark wurden im sächsischen Raum Grenzgebiete bezeichnet).
Seine besondere Bedeutung erhielt das Dorf durch die 1250 den Heiligen Peter und Paul geweihte Kirche, mit der Markersbach zu einer der Urpfarreien im westlichen Erzgebirge wurde. Wahrscheinlich wurde sie in den ersten Jahrhunderten ihres Bestehens vom Kloster Grünhain aus bedient. Erstmals wird 1265 mit dem Pleban Paul ein Pfarrer namentlich genannt. Im Jahr 1500 wird die Kirche in einer Wallfahrtsbulle unter ihrem heutigen Namen St. Barbara, der Schutzheiligen der Bergleute, geführt. Wann der Namenswechsel erfolgte, ist nicht bekannt. Zum Kirchspiel gehörten Markersbach, Unterscheibe, Mittweida und Schwarzbach. In älterer Zeit sollen Raschau als Filialkirche zu Markersbach gehört haben und Oberscheibe nach Gründung der Bergstadt Scheibenberg aus Gunst der Herren von Schönburg dorthin in die Kirche gewiesen worden sein. 1837 wurde Schwarzbach ausgepfarrt, nachdem nach einem langwierigen Wegestreit dort ab 1835 eine eigene Kirche erbaut worden war. Seit 2006 steht die Kirchgemeinde in einem Schwesterkirchverhältnis mit der Allerheiligen-Kirchgemeinde Raschau als Träger der gemeinschaftlichen Pfarrstellen und der St. Annen-Kirchgemeinde Grünstädtel.
Ein erster Schullehrer ist im Dorf bereits 1535 nachweisbar. Das heutige Schulgebäude stammt aus dem Jahr 1862. Zusätzlich wurde 1982 ein Schul-Neubau errichtet, der 2009 nochmals erweitert wurde. Die staatliche Grundschule wurde 2001 geschlossen. Allein die Jenaplanschule, eine staatlich anerkannte Grund- und Oberschule in freier Trägerschaft, hält den Schulbetrieb im Ort aufrecht und nutzt beide Schulgebäude.
Im 19. Jahrhundert setzte sich für die Gemeinde Markersbach und Unterscheibe, wohl bedingt durch die Besetzung des Gemeindevorstands mit Markersbacher Einwohnern, die Bezeichnung Markersbach durch.
1889 erhielt Markersbach Anschluss an die Bahnstrecke Annaberg-Buchholz–Schwarzenberg, die am 27. September 1997 für den Personenverkehr eingestellt worden ist. Der Bahnhof lag auf Mittweidaer Flur und lautete auf dem Postnamen Mittweida-Markersbach. Zur Überwindung des großen Höhenunterschieds führt die Eisenbahntrasse in weitem Bogen durch die Gemeinde. Zudem sind 3 Brücken zur Überbrückung von Talkerben notwendig.
Nach über 20-jährigen Verhandlungen wurde am 1. Juli 1935 die benachbarte Industriegemeinde Mittweida eingemeindet. Ab 1968 wurden die Bewohner des Ortsteils Obermittweida umgesiedelt und deren Häuser abgerissen, um das Pumpspeicherwerk bauen zu können.
Zur DDR-Zeit gab es in Markersbach das FDGB-Genesungsheim „Wolfener Mühle“.
Partnergemeinde ist seit 1991 die mittelfränkische Marktgemeinde Obernzenn.
Am 1. Januar 2008 schloss sich Markersbach mit Raschau zur Einheitsgemeinde Raschau-Markersbach zusammen.

### Einwohnerentwicklung
Die folgenden Einwohnerzahlen beziehen sich jeweils auf Markersbach und Unterscheibe:
- 1548 – 21 besessene Mann, 16 Häusler, 14 Inwohner in 9 3/4 Hufen
- 1660 – 234 Personen über 14 Jahren (davon 70 Paar Eheleute)
- 1755 – 254 Personen über 14 Jahren (davon 101 Paar Eheleute)
- 1764 – 32 besessene Mann, 3 Gärtner, 16 Häusler, 14 Inwohner
- 1795 – 600
- 1834 – 910
- 1871 – 862
- 1890 – 999
- 1910 – 950
- 1925 – 1117

Einwohnerzahlen von Markersbach nach der Eingemeindung von Mittweida:
- 1939 – 2736
- 1946 – 2674
- 1950 – 3550
- 1964 – 2500

Folgende Einwohnerzahlen beziehen sich auf den 31. Dezember des voranstehenden Jahres mit Gebietsstand Januar 2007:
| 1982 bis 1990 - 1982 – 2192 - 1983 – 2256 - 1984 – 2317 - 1985 – 2296 - 1986 – 2302 - 1987 – 2291 - 1988 – 2281 - 1989 – 2232 - 1990 – 2211 | 1991 bis 1999 - 1991 – 2240 - 1992 – 2234 - 1993 – 2216 - 1994 – 2175 - 1995 – 2178 - 1996 – 2155 - 1997 – 2170 - 1998 – 2105 - 1999 – 2108 | 2000 bis 2012 - 2000 – 2063 - 2001 – 2026 - 2002 – 1997 - 2003 – 1954 - 2004 – 1956 - 2005 – 1915 - 2006 – 1894 - 2009 – 1824 - 2010 – 1793 - 2011 – 1725 - 2012 – 1694 |

 Quelle: Statistisches Landesamt des Freistaates Sachsen; 2009–2012 Einwohnermeldeamt Raschau-Markersbach

## Politik

### Bürgermeister
Seit der Vereinigung von Markersbach und Mittweida waren die folgenden Personen Bürgermeister der Gemeinde Markersbach:
- Walter Strauß (1936–1939)
- Max Großer (1939–1942)
- Walter Strauß (1942–1945)
- Max Weigel (kommissarischer Bürgermeister 1945–1948)
- Alfred Sager (1947–1949)
- Heinz Neubert (1949–1952)
- Werner Gräßler (1953)
- Hans Weißflog (1953–1978)
- Ullrich Fest (1978–1984)
- Sigrid Hagemann (1985–1990)
- Manfred Meyer (1990–2007)

Der hauptamtliche Bürgermeister Manfred Meyer wurde zum 31. Dezember 2007 in den Ruhestand versetzt. Nachdem er im Januar 2008 bereits zum Amtsverweser der neu entstandenen Gemeinde Raschau-Markersbach bestellt worden war, wurde er im Juni 2008 zu deren ersten Bürgermeister gewählt.

## Sehenswürdigkeiten

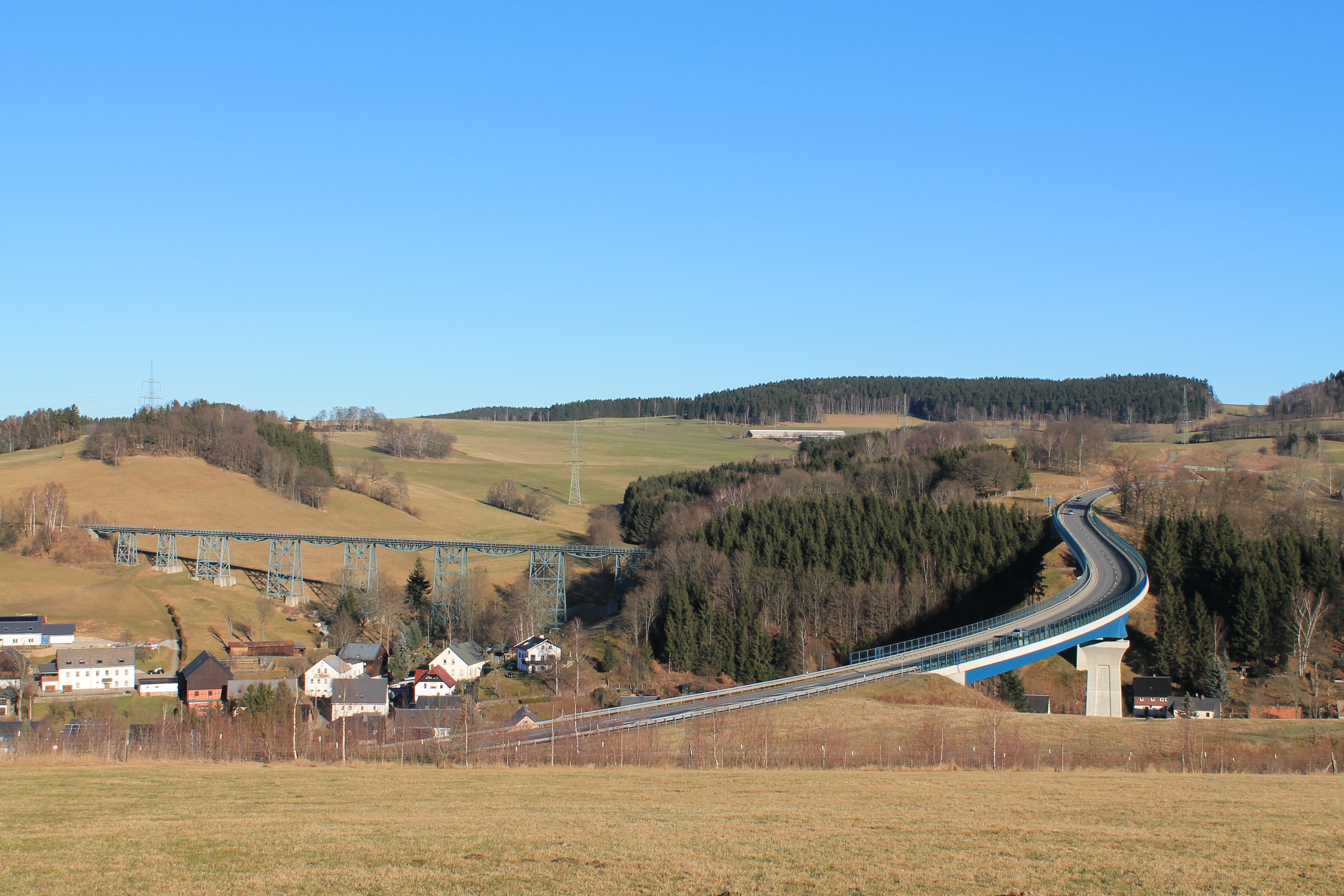
Das Viadukt zusammen mit der neuen Ortsumgehungsbrücke

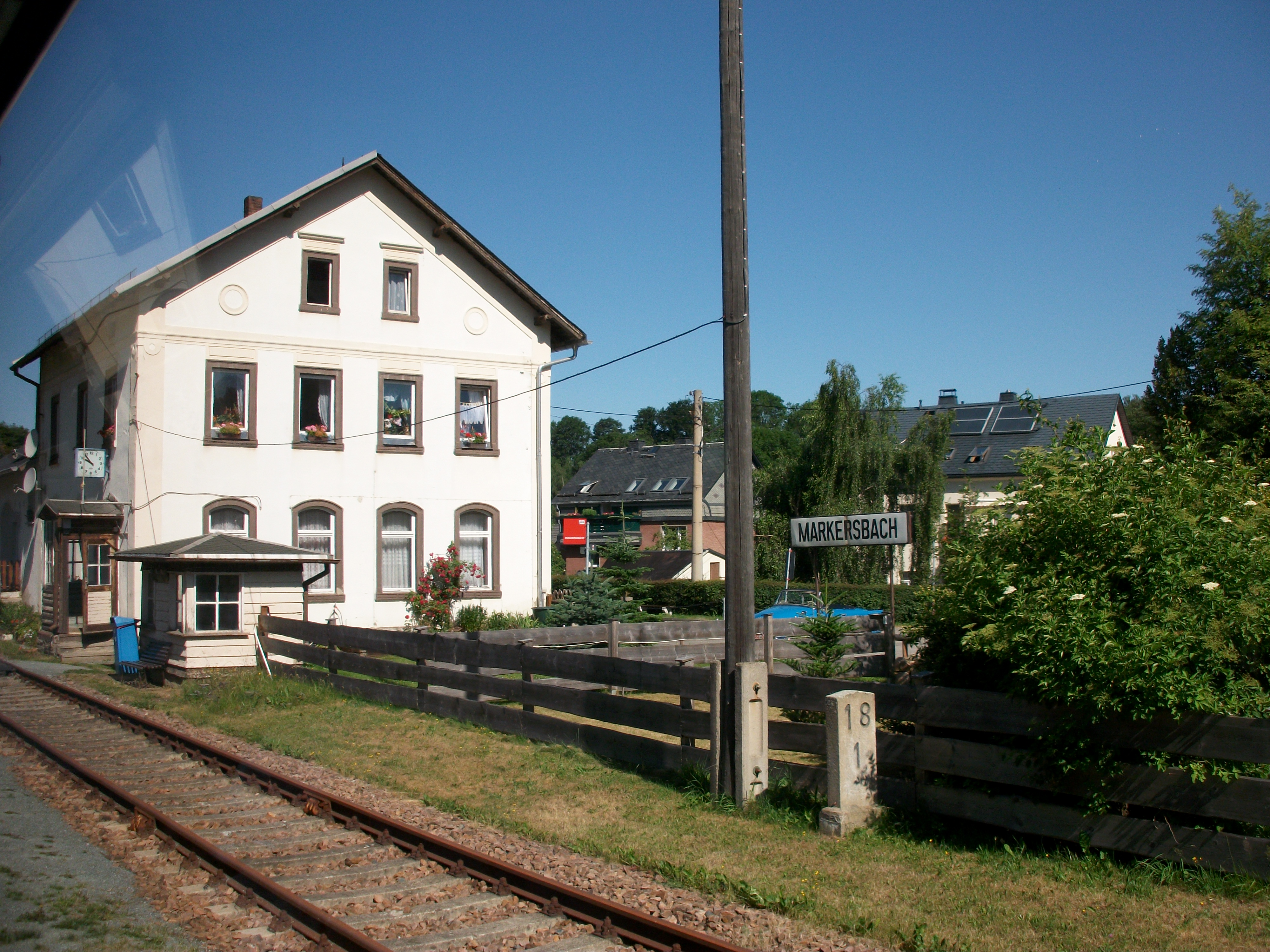
Bahnhof Markersbach (Erzgeb) (2010)

- Die St.-Barbara-Kirche ist eine der ältesten Dorfkirchen des Erzgebirges. Besonders erwähnenswert sind die 1610 durch den Hammerherrn Enoch Pöckel gestiftete Kanzel, der Altarraum mit seinen 1719 geweihten Betstübchen nebst Beichtstuhl und Altar, ihre insgesamt sehr reiche, bildhafte Ausschmückung und die 1806 geweihte Trampeli-Orgel.
- 1981 fertiggestelltes Pumpspeicherwerk mit seinen beiden künstlich angelegten Wasserbecken, dem Unterbecken und dem Oberbecken
- 37 m hohes Markersbacher Viadukt, genannt Streichholzbrücke, an der Eisenbahnlinie Bahnstrecke Annaberg-Buchholz–Schwarzenberg
- Erzgebirgische Aussichtsbahn, Halt im Bahnhof Markersbach
- Ortsumgehung Markersbach (Fertigstellung 2012)

## Verkehr
Durch Markersbach verläuft die Bundesstraße 101. Der Bahnhof Markersbach (Erzgeb) liegt auf der Flur des Ortsteils Mittweida und lautete zunächst auf den Postnamen Mittweida-Markersbach. Der Bahnhof liegt an der Bahnstrecke Annaberg-Buchholz–Schwarzenberg. Auf ihr findet seit 1997 kein regelmäßiger Personenverkehr mehr statt. Seit dem Jahr 2009 wird die Strecke Annaberg-Buchholz-Schwarzenberg an einzelnen Wochenenden im Sommerhalbjahr als Erzgebirgische Aussichtsbahn für den touristischen Ausflugsverkehr genutzt. Verantwortliches Eisenbahnverkehrsunternehmen ist der Verein Sächsischer Eisenbahnfreunde e. V.

## Verweise